# Batarà dorsicastany
El batarà dorsicastany (Thamnophilus palliatus) és una espècie d'ocell de la família dels tamnofílids (Thamnophilidae).

## Hàbitat i distribució
Habita boscos i matolls de l'est de Perú, nord i est de Bolívia i Brasil amazònic i oriental.